# Skolegade (Aarhus)
Skolegade i Aarhus ligger mellem Åboulevarden og Mejlgade. Skolegade hedder "Skolegade" fordi den tidligere gik hen forbi Aarhus Katedralskole. Den var én af de mest befærdede gader, da folk der kom nord eller øst for byen og skulle til torvehandel på Store Torv tog igennem Skolegade. I 1849 findes omtaler af Skolegade som ”den mest befærdede gade” i Aarhus.
Frem til midten af 1800-tallet lå Skolegades haver helt ned til vandet. Dengang bestod havnen kun af moler langs åen og bugten. Dette ændrede sig da Havnegade blev anlagt. Havnegade startede som en sti, men udviklede sig efterhånden til en gade, den fik sit navn i 1880.
I 1835 åbnede Johan Frederik Kuur (1797-1857) forretning i J. J. Wellejus’s tidligere købmandshandel i Skolegade 38. Her handlede Johan Frederik med kaffe, Sukker, Te, Ris, Rom, Brændevin m.m. I 1856 overdrog han forretningen til sin kommis Andreas Theodor Emborg.

## Søbadeanstalt
I 1827 anlagde Laurids A. Jahnsen en søbadeanstalt i Skolegade 32. Dette var Aarhus første søbadeanstalt. I forbindelse med åbningen af søbadeanstalten indrykkede Laurids A. Jahnsen følgende annonce i Århus Stiftstidende: ”Den Opmærksomhed som Søebade overalt finder ved sin Behagelighed og for Sundheden velgieørende Virkninger har tilskyndet Undertegnede at anlægge en almen Søe-Badeanstalt for Aarhuus og Omegn i Gaarden Nummer 32 paa Skolegaden, som dertil synes fortrinligen situeret og frembyder en af de behageligste Udsigter i Aarhuus. Anlægget er nu saavidt fuldført, at det fra Mandag af staaer til Afbenyttelse. Maatte det nu, som jeg haaber, vinde Publikums Bi-fald og svare til dets Bestemmelse; at forene Nytte med Behagelighed, vil jeg derved høste Lønnen for de Besværligheder Anlægget har været forbunden med.”
Med tiden kom der flere søbadeanstalter til Aarhus, blandt andet en i Skt. Olufs Gade. 

## Kultur og natteliv
Igennem tiderne har skolegades centrale placering både tæt på by og havn, været særdeles attraktiv for restauratører. Gaden har i dag en god placering med både togstation, Aarhus Teater, Dokk1, Aarhus Domkirke og Århus Å som nærmeste naboer. Fra 1877 til 1933 var Aarhus Østbanegård endestation for Grenaabanen og dette genererede en del trafik fra folk via Mejlgade som derfor dengang var en travl butiksgade. Flere færger og skibe lagde også til på Aarhus Havn som Skolegade førhen grænsende direkte op til. I Nils Malmros film Århus by night, omhandlende hans liv i midten af 70'erne, ses skolegade som et moderne sted man kan tage i byen hver dag. I dag ses det at flere barer har ændret koncepter for at følge med tiden, særligt efter åens fritlægning i 1996. Der ses i dag spillesteder, natklubber, cocktailbarer, værtshuse og enkelte restauranter. Af de længstlevende af de nuværende kan nævnes Pinds Cafe hvis historie kan spores helt tilbage til 1848 , Casino Bar som flyttede til skolegade fra Rosenkrantzgade i 1964  og spillestedet Fatter Eskild med stor gårdhave med ude-servering siden 1973  Af restauranter kan nævnes Teater Bodega vis historie går helt tilbage til år 1911 som 'Torvecafeen', men har haft sin nuværende navn og koncept siden 1959. Flere af serverings stederne har bevillinger til kl 05.
Skolegade huser desuden Danmarks største natklub henvendt til LGBT miljøet.